# Nazionale maschile di rugby a 15 dello Zambia
La nazionale di rugby XV dello Zambia è inclusa nel terzo livello del rugby internazionale.